# Nước khoáng

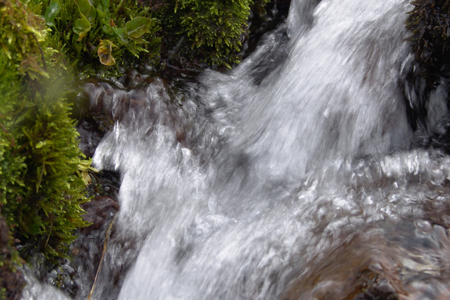
Suối nước khoáng

Nước khoáng hoặc nước suối là nước lấy từ nguồn suối khoáng, có thành phần gồm nhiều hợp chất muối và hợp chất lưu huỳnh. Nước khoáng có thể là nước sủi bọt hoặc hoà tan carbon dioxide vào.
Theo truyền thống thì nước khoáng được sử dụng hoặc uống ở nguồn suối khoáng tại các spa, nhà tắm công cộng hay giếng khoan.
Nhiều trung tâm du lịch đã mọc lên quanh các nguồn nước khoáng từ thời cổ đại, ví dụ ở Hungary, Hisarya, Bílina, Vichy, Jermuk, Yessentuki, Spa, Krynica-Zdrój, Old Tbilisi, Bath hay Karlovy Vary, Myrhorods'ka. 
Ở România, đất nước sở hữu hơn 1/3 số lượng suối nước khoáng và suối nước nóng của châu Âu, các khu nghỉ dưỡng đã hình thành từ xa xưa tại nhiều địa điểm như Baile Herculane, Geoagiu hay Slanic. Sự phát triển du lịch đã tạo nên các thị trấn spa và các khách sạn chữa bệnh bằng nước.
Đến thời hiện đại, nước khoáng đóng chai để uống trở nên cực kì phổ biến. Người ta ít khi tới nguồn để trực tiếp lấy nước, và trong nhiều trường hợp điều này là không khả thi do vướng mắc về quyền sở hữu thương mại đối với nguồn nước. Trên thế giới hiện có trên 3.000 nhãn hiệu nước khoáng thương mại khác nhau.
Nước có nhiều ion calci và magiê hòa tan được gọi là nước cứng. Nước chứa ít ion các kim loại trên thì được gọi là nước mềm.
Ở EU, nước đóng chai có thể được gọi là nước khoáng nếu nước được đóng chai tại nguồn và không qua xử lý hoặc xử lý rất ít. Nhà sản xuất được phép loại bỏ sắt, magnesi, lưu huỳnh và asen thông qua các quy trình lắng gạn, lọc hay xử lý với không khí giàu ozôn, miễn là việc xử lý không làm thay đổi thành phần các chất quan trọng tạo nên đặc tính riêng của nước. Nhà sản xuất không được bổ sung thêm các chất khác ngoại trừ cácbon dioxide (Bão hòa cacbon dioxide), không được loại bỏ hay tái bổ sung bằng các phương pháp vật lý đặc biệt. Họ cũng không được khử trùng hay thêm các chất kìm hãm vi khuẩn vào nước. Ở Mỹ, nhà sản xuất không được thêm bất cứ chất khoáng nào vào nước khoáng.